# Jordi Durán
Jordi Durán Ganduxer, né le 28 août 1965 à Granollers (province de Barcelone, Espagne), est un footballeur espagnol qui jouait au poste de milieu de terrain.

## Carrière
Jordi Durán, âgé de 19 ans, débute en première division avec le FC Barcelone lors de la saison 1984-1985, en raison d'une grève des joueurs professionnels qui oblige les clubs à aligner des juniors. Barcelone remporte le titre cette saison-là.
Avec le FC Barcelone B, il joue 37 matchs en deuxième division entre 1987 et 1989.

## Palmarès
Avec le FC Barcelone :
- Champion d'Espagne en 1985